# Marie Louise Wirix
Marie Louise Wirix (Elsene, 9 december 1933 - Brussel, 24 juli 2024) was een Belgische atlete, die gespecialiseerd was in de middellange afstand. Zij veroverde op twee nummers elf Belgische titels.

## Biografie
Wirix behaalde de eerste zes Belgische titels op de 400 m. In 1958 verbeterde ze het Belgisch record op de 400 m van Hélène Joye naar 61,3 s. In 1960 was ze de eerste Belgische, die de 400 m in minder dan één minuut liep. Tussen 1958 en 1962 haalde ze ook vijf opeenvolgende titels op de 800 m.
Wirix is getrouwd met William Kevers, de gewezen voorzitter van de LBFA.

### Clubs
Wirix was aangesloten bij ASUB. Later werd ze bestuurslid bij White Star AC.

## Belgische kampioenschappen
| Onderdeel | Jaar                              |
| --------- | --------------------------------- |
| 400 m     | 1957, 1958, 159, 1960, 1961, 1962 |
| 800 m     | 1958, 159, 1960, 1961, 1962       |

## Persoonlijke records
| Onderdeel | Prestatie      | Datum        | Plaats  |
| --------- | -------------- | ------------ | ------- |
| 200 m     | 26,3 s         |              |         |
| 400 m     | 59,3 s (ex-NR) | 31 juli 1960 | Brussel |
| 800 m     | 2.20,3         |              |         |

## Palmares

### 400 m
- 1957:  BK AC – 62,3 s
- 1958:  BK AC – 61,8 s
- 1959:  BK AC – 62,7 s
- 1960:  BK AC – 59,3 s (NR)
- 1961:  BK AC – 61,0 s
- 1962:  BK AC – 60,5 s

### 800 m
- 1958:  BK AC – 2.29,0
- 1959:  BK AC – 2.25,2
- 1960:  BK AC – 2.22,2
- 1961:  BK AC – 2.25,5
- 1962:  BK AC – 2.23,1

## Onderscheidingen
- 1960: Grote Feminaprijs van de KBAB